# Редмонд (Вашингтон)
Редмонд (англ. Redmond) — город в округе Кинг штата Вашингтон в США. Население составляет 45 256 жителей по данным переписи населения 2000 года, в 2009 году население возросло до 52 468 и 53 680 в 2010. Редмонд находится в 27 км к востоку от Сиэтла, на другой стороне озера Вашингтон и граничит с городом Керкленд на западе, Белвью на юго-западе и Саммамишем на юго-востоке.
В городе располагается штаб-квартира Microsoft. Из-за большого числа высокооплачиваемых технических работников Редмонд известен своим богатством. Благодаря ежегодному заезду на велосипедах по улицам города и единственному в штате велодрому, Редмонд также известен как «велосипедная столица северо-запада».

## История
Редмонд назван в честь землевладельца Люка Макредмонда, который в 1870 году приобрёл землю на левом берегу болотистой поймы реки Саммамиш. На следующий год на другой стороне болота поселился Уоррен Перриго. Речки и ручьи были богаты лососем, и в начале поселение называлось Салмонберг. В 1881-м, когда в поселение пришла почта, место стали называть Мелроз, по имени постоялого двора, открытого Уорреном. Чтобы восстановить своё приоритетное право, Люк Макредмонд, устроившийся работать почтальоном, организовал ещё одно переименование.
31 декабря 1912 года, после достижения минимально необходимой по американским законам численности населения (300 человек) поселению был присвоен статус города.

## Экономика
В городе находится штаб-квартира компании Microsoft, где занято 30 тыс. сотрудников (она является крупнейшим работодателем в городе), и американского подразделения компании Nintendo. Корпорация Microsoft перенесла свою штаб-квартиру в Редмонд в 1986 году из Альбукерке, штат Нью-Мексико.

### Основные работодатели
Основные работодатели города в 2015 году:
| #  | Работодатель                       | Количество работников |
| -- | ---------------------------------- | --------------------- |
| 1  | Microsoft                          | 34 358                |
| 2  | Terex / бывшее Genie Industries    | 2 656                 |
| 3  | Eurest Dining Services @ Microsoft | 1 041                 |
| 4  | Nintendo of America                | 945                   |
| 5  | AT&T Mobility                      | 831                   |
| 6  | Lake Washington School District    | 818                   |
| 7  | United Parcel Service              | 757                   |
| 8  | Physio-Control                     | 706                   |
| 9  | Honeywell                          | 677                   |
| 10 | Aerojet                            | 530                   |

| Основные работодатели в 2010 году | Основные работодатели в 2010 году                       | Основные работодатели в 2010 году |
| #                                 | Работодатель                                            | Количество работников             |
| --------------------------------- | ------------------------------------------------------- | --------------------------------- |
| 1                                 | Microsoft (includes MSNBC)                              | 31 981                            |
| 2                                 | AT&T Mobility                                           | 1 302                             |
| 3                                 | Genie Industries                                        | 1 191                             |
| 4                                 | Lake Washington School District                         | 990                               |
| 5                                 | Volt Technical Resources, LLC (includes VMC Consulting) | 964                               |
| 6                                 | Nintendo of America                                     | 796                               |
| 7                                 | Honeywell                                               | 727                               |
| 8                                 | Eurest Dining Services @ Microsoft                      | 678                               |
| 9                                 | United Parcel Service                                   | 600                               |
| 10                                | Physio-Control                                          | 559                               |

| Основные работодатели в 2005 году | Основные работодатели в 2005 году                      | Основные работодатели в 2005 году |
| #                                 | Работодатель                                           | Количество работников             |
| --------------------------------- | ------------------------------------------------------ | --------------------------------- |
| 1                                 | Microsoft (includes MSNBC)                             | 27 855                            |
| 2                                 | Genie Industries                                       | 2 397                             |
| 3                                 | Cingular Wireless (formerly AT&T Wireless Services)    | 1 816                             |
| 4                                 | Volt Technical Resources LLC (includes VMC Consulting) | 1 617                             |
| 5                                 | Honeywell                                              | 1 082                             |
| 6                                 | Group Health Cooperative Hospital                      | 1 074                             |
| 7                                 | Medtronic Physio-Control Corporation                   | 956                               |
| 8                                 | Safeco Insurance Company                               | 850                               |
| 9                                 | Lake Washington School District                        | 780                               |
| 10                                | Nintendo of America                                    | 723                               |

## Демография
| Год  | Население¹ |
| ---- | ---------- |
| 1900 | 116        |
| 1910 | 450        |
| 1920 | 438        |
| 1930 | 460        |
| 1940 | 530        |
| 1950 | 573        |
| 1960 | 1 426      |
| 1970 | 11 031     |
| 1980 | 23 318     |
| 1990 | 35 800     |
| 2000 | 45 256     |
| 2005 | 47 579     |
| 2010 | 53 680     |

¹ 1980 — 2000 : данные переписи; 2005 : данные Бюро переписи США

## Образование
В городе расположена региональная библиотека (Redmond Regional Library), которая является второй по величине библиотекой в King County Library System. Также в городе имеются два колледжа: Технологический институт DigiPen и en:Lake Washington Institute of Technology.